# ファインニードル
ファインニードル（欧字名:Fine Needle、2013年4月26日 - ）は、日本の競走馬・種牡馬。主な勝ち鞍は2018年の高松宮記念、スプリンターズステークス。
馬名の意味は、細針。史上5頭目の春秋スプリントGI連覇を果たし、この年のJRA賞最優秀短距離馬に選出された。

## 経歴

### 2歳
2015年9月19日に行われた阪神競馬場の新馬戦で、藤岡康太を鞍上に迎えてデビューするも、4着に敗れる。続く10月の未勝利戦を経て、11月の未勝利戦で初勝利を挙げる。12月の2歳500万下では短期免許を取得して来日中だったアンドレア・アッゼニに乗り替わり、2着に敗れるも、明け3歳で初のレースとなる次走にシンザン記念を選択する。

### 5歳
川田将雅騎手と久々のコンビ結成となった初戦のシルクロードステークスでは道中好位追走から直線で鮮やかに抜け出して重賞2勝目を挙げる。迎えた高松宮記念は中団に控え、直線で外から脚を伸ばすと早めに抜け出したレッツゴードンキをゴール前ハナ差でかわしてGI初制覇を果たした。またこの勝利がゴドルフィンにとっての日本におけるGI初制覇となった。次走には香港のチェアマンズスプリントプライズが選ばれた。主戦の川田騎手に先約があったためトミー・ベリー騎手が起用されたが香港勢の壁は厚く4着に敗れた。
その後は休養に入りセントウルステークスから始動。手綱が川田騎手に戻ったここでは重馬場をものともせずに危うげなく抜け出し快勝、連覇を果たした。1番人気に推された本番のスプリンターズステークスでは中団からレースを進め、直線抜け出しにかかったラブカンプーをゴール寸前で差し切り、スプリントGI連覇を成し遂げた。
香港スプリントではゲートで長時間待たされた影響もあり、8着に敗れる。年が明けた2019年1月8日、高橋義忠調教師により現役引退を発表。翌9日付で競走馬登録を抹消、引退後はダーレー・ジャパン・スタリオン・コンプレックスで種牡馬入りする。

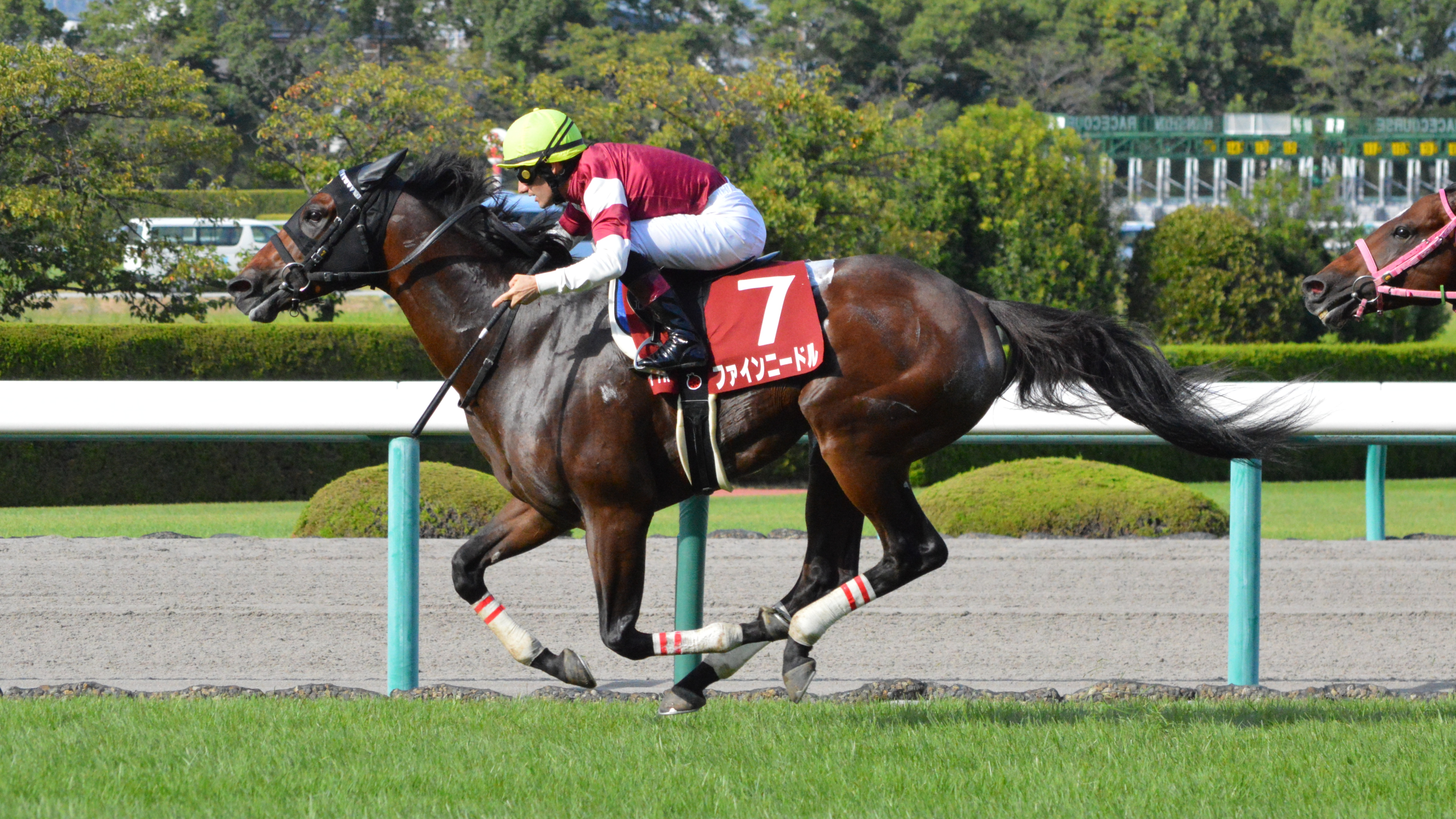
2017年セントウルS
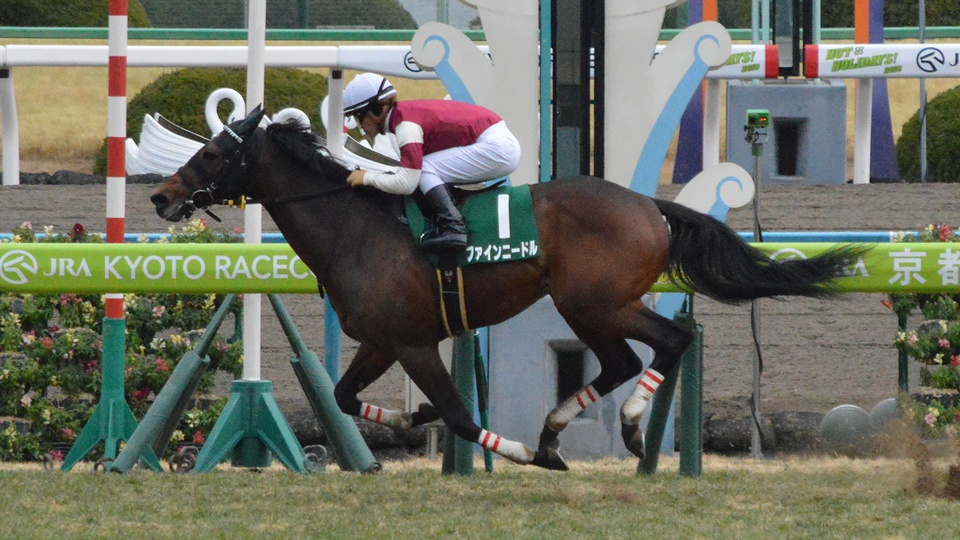
2018年シルクロードS
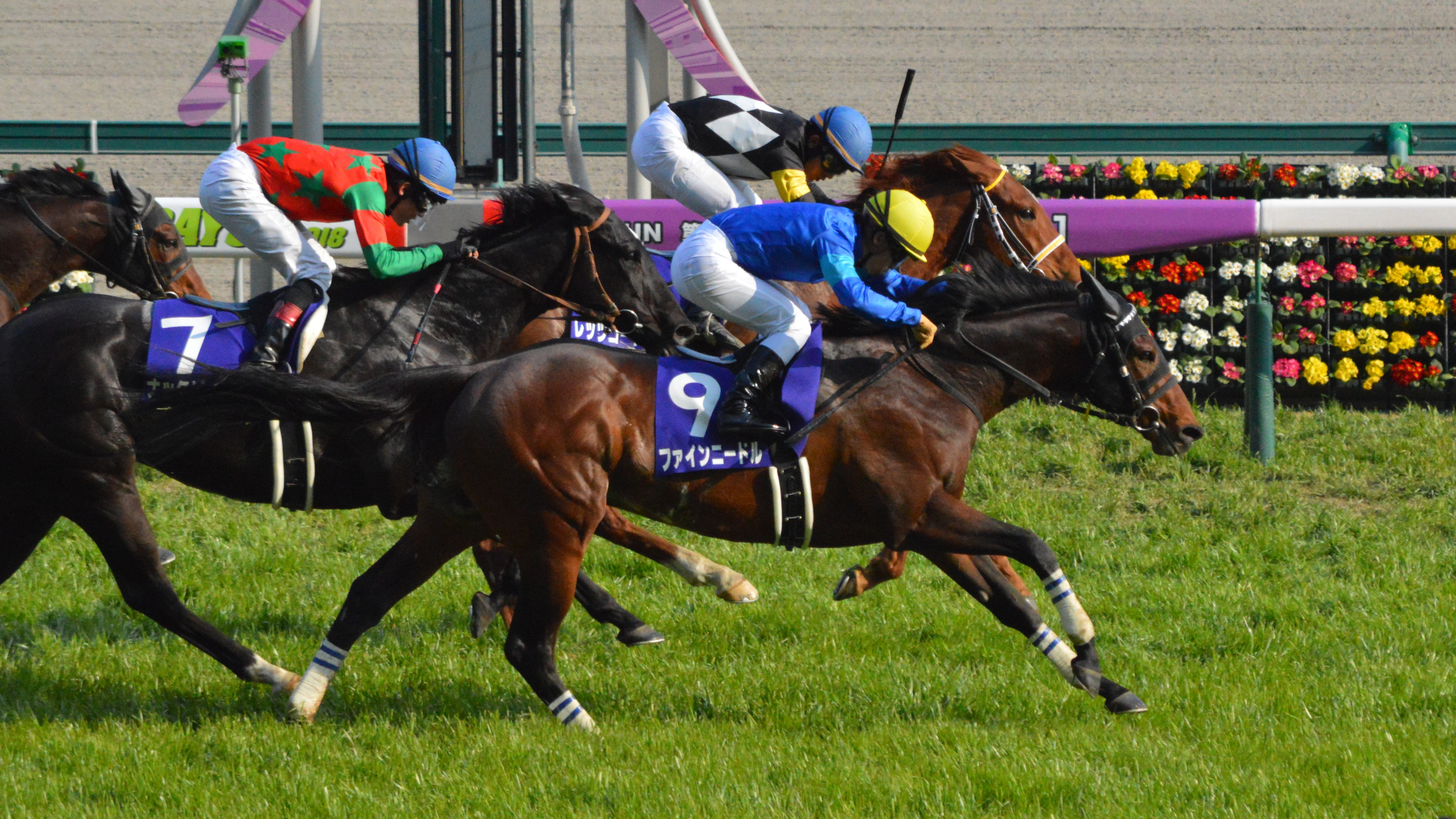
2018年高松宮記念
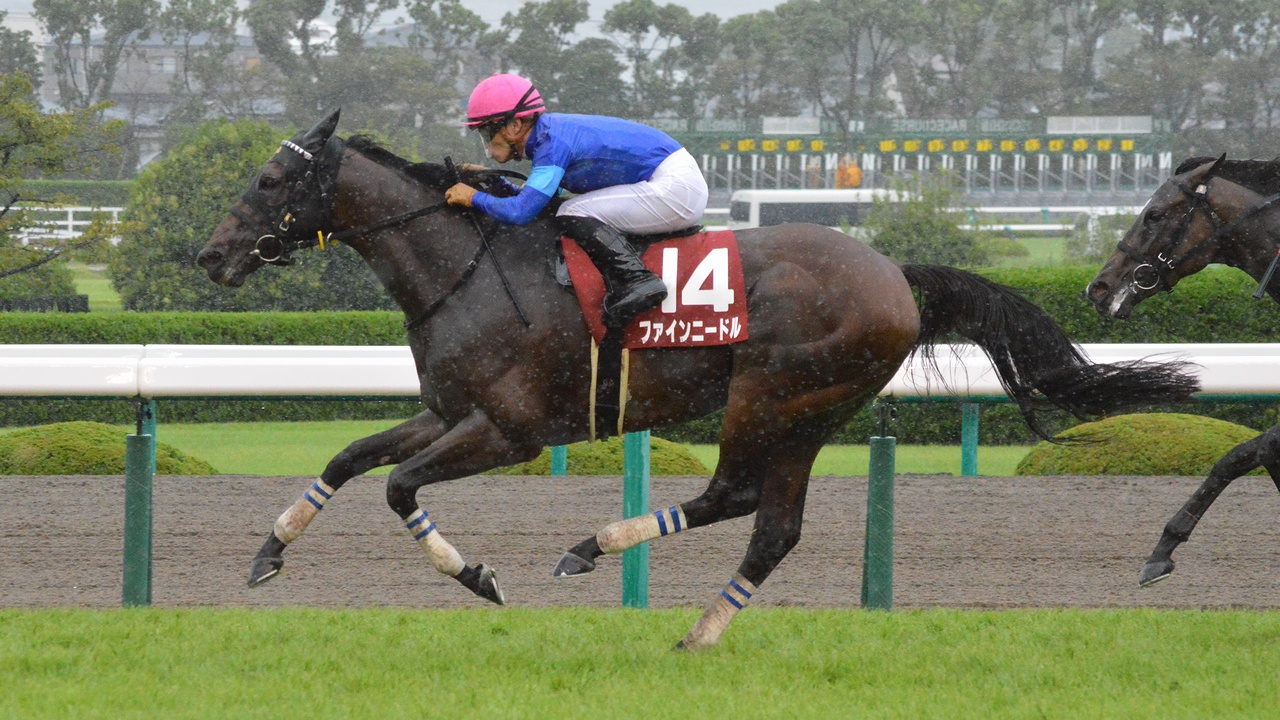
2018年セントウルS

## 競走成績
以下の内容は、netkeiba.comおよびJBISサーチに基づく。
| 競走日     | 競馬場 | 競走名          | 格       | 距離 （馬場） | 頭 数 | 枠 番 | 馬 番 | オッズ （人気） | 着順 | タイム （上り3F） | 着差  | 騎手          | 斤量 [kg] | 1着馬（2着馬）         | 馬体重 [kg] |
| ---------- | ------ | --------------- | -------- | ------------- | ----- | ----- | ----- | --------------- | ---- | ----------------- | ----- | ------------- | --------- | ---------------------- | ----------- |
| 2015.09.19 | 阪神   | 2歳新馬         |          | 芝1400m（良） | 14    | 4     | 5     | 005.20（3人）   | 04着 | R1:23.3（34.7）   | -0.4  | 0藤岡康太     | 54        | ピュアコンチェルト     | 464         |
| 0000.10.11 | 京都   | 2歳未勝利       |          | 芝1400m（良） | 16    | 2     | 3     | 006.60（4人）   | 03着 | R1:22.3（35.0）   | -0.1  | 0藤岡康太     | 55        | ビナイーグル           | 460         |
| 0000.11.28 | 京都   | 2歳未勝利       |          | 芝1400m（良） | 15    | 4     | 6     | 004.30（2人）   | 01着 | R1:21.8（34.8）   | -0.0  | 0藤岡康太     | 55        | （スペードクイーン）   | 466         |
| 0000.12.20 | 阪神   | 2歳500万下      |          | 芝1200m（良） | 12    | 2     | 2     | 003.40（2人）   | 02着 | R1:09.6（34.7）   | -0.2  | 0A.アッゼニ   | 55        | シゲルノコギリザメ     | 458         |
| 2016.01.10 | 京都   | シンザン記念    | GIII     | 芝1600m（良） | 18    | 6     | 11    | 118.7（13人）   | 10着 | R1:34.8（36.0）   | -0.7  | 0F.ヴェロン   | 56        | ロジクライ             | 464         |
| 0000.03.05 | 阪神   | 3歳500万下      |          | 芝1400m（良） | 9     | 8     | 9     | 004.30（2人）   | 04着 | R1:21.6（35.1）   | -0.2  | 0F.ヴェロン   | 56        | ルグランフリソン       | 472         |
| 0000.03.19 | 阪神   | 3歳500万下      |          | 芝1400m（重） | 16    | 8     | 15    | 005.70（3人）   | 04着 | R1:23.0（36.9）   | -0.4  | 0川田将雅     | 56        | キアロスクーロ         | 470         |
| 0000.05.08 | 京都   | 3歳500万下      |          | 芝1400m（良） | 14    | 3     | 4     | 002.10（1人）   | 03着 | R1:21.9（33.9）   | -0.0  | 0川田将雅     | 56        | ウェーブヒーロー       | 466         |
| 0000.05.22 | 京都   | 3歳500万下      |          | 芝1200m（良） | 16    | 1     | 1     | 001.80（1人）   | 01着 | R1:08.6（33.9）   | -0.6  | 0浜中俊       | 56        | （オフクヒメ）         | 468         |
| 0000.09.03 | 札幌   | 札幌スポニチ賞  | 1000万下 | 芝1200m（良） | 16    | 1     | 1     | 005.30（3人）   | 09着 | R1:10.0（34.7）   | -0.6  | 0浜中俊       | 55        | イッテツ               | 470         |
| 0000.10.01 | 阪神   | 芦屋川特別      | 1000万下 | 芝1200m（稍） | 16    | 5     | 9     | 005.10（2人）   | 01着 | R1:08.8（34.0）   | -0.2  | 0浜中俊       | 55        | （グレイトチャーター） | 460         |
| 0000.12.04 | 中京   | 浜松S           | 1600万下 | 芝1200m（良） | 18    | 7     | 14    | 004.40（2人）   | 10着 | R1:08.5（33.6）   | -0.6  | 0M.デムーロ   | 55        | トウショウピスト       | 470         |
| 0000.12.18 | 中山   | 南総S           | 1600万下 | 芝1200m（良） | 16    | 1     | 1     | 010.60（3人）   | 11着 | R1:09.3（35.1）   | -0.4  | 0蛯名正義     | 55        | トウカイセンス         | 466         |
| 0000.12.23 | 阪神   | 六甲アイランドS | 1600万下 | 芝1400m（重） | 18    | 5     | 9     | 044.4（12人）   | 04着 | R1:22.4（36.3）   | -0.0  | 0A.アッゼニ   | 56        | スナッチマインド       | 468         |
| 2017.02.05 | 京都   | 山城S           | 1600万下 | 芝1200m（重） | 14    | 7     | 11    | 003.70（2人）   | 02着 | R1:10.3（35.4）   | -0.3  | 0浜中俊       | 56        | ウインムート           | 480         |
| 0000.02.25 | 中山   | アクアマリンS   | 1600万下 | 芝1200m（良） | 16    | 6     | 11    | 003.80（1人）   | 01着 | R1:08.5（34.5）   | -0.0  | 0S.フォーリー | 56        | （レーヴムーン）       | 470         |
| 0000.05.07 | 京都   | 鞍馬S           | OP       | 芝1200m（良） | 18    | 2     | 3     | 011.80（6人）   | 04着 | R1:07.6（33.9）   | -0.3  | 0幸英明       | 56        | キングハート           | 470         |
| 0000.05.28 | 京都   | 安土城S         | OP       | 芝1400m（良） | 16    | 3     | 5     | 007.80（4人）   | 07着 | R1:20.4（35.0）   | -0.6  | 0藤岡康太     | 55        | シャイニングレイ       | 468         |
| 0000.06.17 | 阪神   | 水無月S         | 1600万下 | 芝1200m（良） | 13    | 2     | 2     | 002.10（1人）   | 01着 | R1:07.1（33.7）   | -0.2  | 0M.デムーロ   | 57.5      | （アドマイヤナイト）   | 464         |
| 0000.08.20 | 小倉   | 北九州記念      | GIII     | 芝1200m（良） | 18    | 4     | 8     | 003.50（1人）   | 05着 | R1:07.7（34.5）   | -0.2  | 0M.デムーロ   | 55        | ダイアナヘイロー       | 466         |
| 0000.09.10 | 阪神   | セントウルS     | GII      | 芝1200m（良） | 14    | 5     | 7     | 003.10（1人）   | 01着 | R1:07.5（33.4）   | -0.2  | 0M.デムーロ   | 56        | （ラインミーティア）   | 464         |
| 0000.10.01 | 中山   | スプリンターズS | GI       | 芝1200m（良） | 16    | 7     | 13    | 014.10（6人）   | 12着 | R1:08.3（34.1）   | -0.7  | 0内田博幸     | 57        | レッドファルクス       | 470         |
| 2018.01.28 | 京都   | シルクロードS   | GIII     | 芝1200m（良） | 18    | 1     | 1     | 007.70（4人）   | 01着 | R1:08.3（33.9）   | -0.3  | 0川田将雅     | 57        | （セイウンコウセイ）   | 488         |
| 0000.03.25 | 中京   | 高松宮記念      | GI       | 芝1200m（良） | 18    | 5     | 9     | 005.50（2人）   | 01着 | R1:08.5（34.5）   | -0.0  | 0川田将雅     | 57        | （レッツゴードンキ）   | 480         |
| 0000.04.29 | 沙田   | チェアマンズSP  | G1       | 芝1200m（良） | 9     | 4     | 7     | 028.00（6人）   | 04着 | R1:09.28          | -0.65 | 0T.ベリー     | 57        | Ivictory               | 計不        |
| 0000.09.09 | 阪神   | セントウルS     | GII      | 芝1200m（重） | 15    | 8     | 14    | 003.40（1人）   | 01着 | R1:08.8（34.6）   | -0.2  | 0川田将雅     | 58        | （ラブカンプー）       | 470         |
| 0000.09.30 | 中山   | スプリンターズS | GI       | 芝1200m（稍） | 16    | 4     | 8     | 002.80（1人）   | 01着 | R1:08.3（34.5）   | -0.0  | 0川田将雅     | 57        | （ラブカンプー）       | 470         |
| 0000.12.09 | 沙田   | 香港スプリント  | G1       | 芝1200m（良） | 11    | 12    | 6     | 031.00（7人）   | 08着 | R1:09.48          | -0.63 | 0川田将雅     | 57        | Mr.Stunning            | 計不        |

## 種牡馬成績
2022年7月2日小倉1Rをウメムスビが勝利して、産駒の初勝利を挙げた。
2023年11月4日、カルチャーデイがファンタジーステークスを制覇。産駒の重賞初勝利となった。15番人気という伏兵扱いであったが、見事な勝利を飾った。
2025年2月2日、エイシンフェンサーがシルクロードステークスを制覇。産駒の古馬重賞初勝利を果たす。鞍上を務めた川又賢治騎手は重賞初制覇。また、当競走はファインニードル自身も制しているため、親子制覇となる。

### 主な産駒

#### グレード制重賞優勝馬
- 2020年産
  - エイシンフェンサー（2025年シルクロードステークス）
- 2021年産
  - カルチャーデイ（2023年ファンタジーステークス）[17]
- 2022年産
  - アブキールベイ（2025年葵ステークス）
- 2023年産
  - エイシンディード（2025年函館2歳ステークス）

#### 地方重賞優勝馬
- 2021年産
  - ダイジョバナイ（2024年ぎふ清流カップ）[18]

## 血統表
| ファインニードルの血統                     | ファインニードルの血統                             | ファインニードルの血統                             | （血統表の出典）                                   | （血統表の出典） |
| 父系                                       | フォーティナイナー系                               | フォーティナイナー系                               | フォーティナイナー系                               | [ § 2 ]          |
| 父 アドマイヤムーン 2003 鹿毛              | 父の父*エンドスウィープ End Sweep 1991 鹿毛        | *フォーティナイナー                                | Mr. Prospector                                     | Mr. Prospector   |
| 父 アドマイヤムーン 2003 鹿毛              | 父の父*エンドスウィープ End Sweep 1991 鹿毛        | *フォーティナイナー                                | File                                               |                  |
| 父 アドマイヤムーン 2003 鹿毛              | 父の父*エンドスウィープ End Sweep 1991 鹿毛        | Broom Dance                                        | Dance Spell                                        | Dance Spell      |
| 父 アドマイヤムーン 2003 鹿毛              | 父の父*エンドスウィープ End Sweep 1991 鹿毛        | Broom Dance                                        | Witching Hour                                      |                  |
| 父 アドマイヤムーン 2003 鹿毛              | 父の母マイケイティーズ 1998 黒鹿毛                 | *サンデーサイレンス                                | Halo                                               | Halo             |
| 父 アドマイヤムーン 2003 鹿毛              | 父の母マイケイティーズ 1998 黒鹿毛                 | *サンデーサイレンス                                | Wishing Well                                       |                  |
| 父 アドマイヤムーン 2003 鹿毛              | 父の母マイケイティーズ 1998 黒鹿毛                 | *ケイティーズファースト                            | Kris                                               | Kris             |
| 父 アドマイヤムーン 2003 鹿毛              | 父の母マイケイティーズ 1998 黒鹿毛                 | *ケイティーズファースト                            | Katies                                             |                  |
| 母 *ニードルクラフト Needlecraft 2002 栗毛 | 母の父Mark of Esteem 1993 鹿毛                     | Darshaan                                           | Shirley Heights                                    | Shirley Heights  |
| 母 *ニードルクラフト Needlecraft 2002 栗毛 | 母の父Mark of Esteem 1993 鹿毛                     | Darshaan                                           | Delsy                                              |                  |
| 母 *ニードルクラフト Needlecraft 2002 栗毛 | 母の父Mark of Esteem 1993 鹿毛                     | Homage                                             | Ajdal                                              | Ajdal            |
| 母 *ニードルクラフト Needlecraft 2002 栗毛 | 母の父Mark of Esteem 1993 鹿毛                     | Homage                                             | Home Love                                          |                  |
| 母 *ニードルクラフト Needlecraft 2002 栗毛 | 母の母Sharp Point 1992 栗毛                        | *ロイヤルアカデミーII                              | Nijinsky                                           | Nijinsky         |
| 母 *ニードルクラフト Needlecraft 2002 栗毛 | 母の母Sharp Point 1992 栗毛                        | *ロイヤルアカデミーII                              | Crimson Saint                                      |                  |
| 母 *ニードルクラフト Needlecraft 2002 栗毛 | 母の母Sharp Point 1992 栗毛                        | Nice Point                                         | Sharpen Up                                         | Sharpen Up       |
| 母 *ニードルクラフト Needlecraft 2002 栗毛 | 母の母Sharp Point 1992 栗毛                        | Nice Point                                         | Alpine Niece                                       |                  |
| 母系(F-No.)                                | ニードルクラフト系(FN:10-c)                        | ニードルクラフト系(FN:10-c)                        | ニードルクラフト系(FN:10-c)                        | [ § 3 ]          |
| 5代内の近親交配                            | Sharpen Up 5×4=9.38%、Northern Dancer：5×5･5=9.38% | Sharpen Up 5×4=9.38%、Northern Dancer：5×5･5=9.38% | Sharpen Up 5×4=9.38%、Northern Dancer：5×5･5=9.38% | [ § 4 ]          |
| 出典                                       | 1. 2. 3. 4.                                        | 1. 2. 3. 4.                                        | 1. 2. 3. 4.                                        | 1. 2. 3. 4.      |

- 母ニードルクラフトはアイルランド産馬で、現役時代は仏・伊でGIII2勝[21]。半弟には仏重賞4勝のFractional[22]、半妹の仔に豪GⅡ勝ちがあるGallatin[23]、2025年CBC賞勝ち馬のインビンシブルパパ等がいる。
- 5代母Fragrant Mornの子孫に1990年の英2000ギニー・愛2000ギニーを制したTirol[24]、1998年フェニックスステークスの勝ち馬Lavery[25]など。